# 圣伯多禄圣殿 (阿维尼翁)
圣伯多禄圣殿（Basilique Saint-Pierre d'Avignon）是法国阿维尼翁的一座罗马天主教宗座圣殿，哥特式风格，位于同名广场，始建于7世纪，曾被撒拉逊人摧毁。1358年重建。
1840年，该堂被法国文化部列为法国历史古迹。2012年，该堂被教宗升格为宗座圣殿。

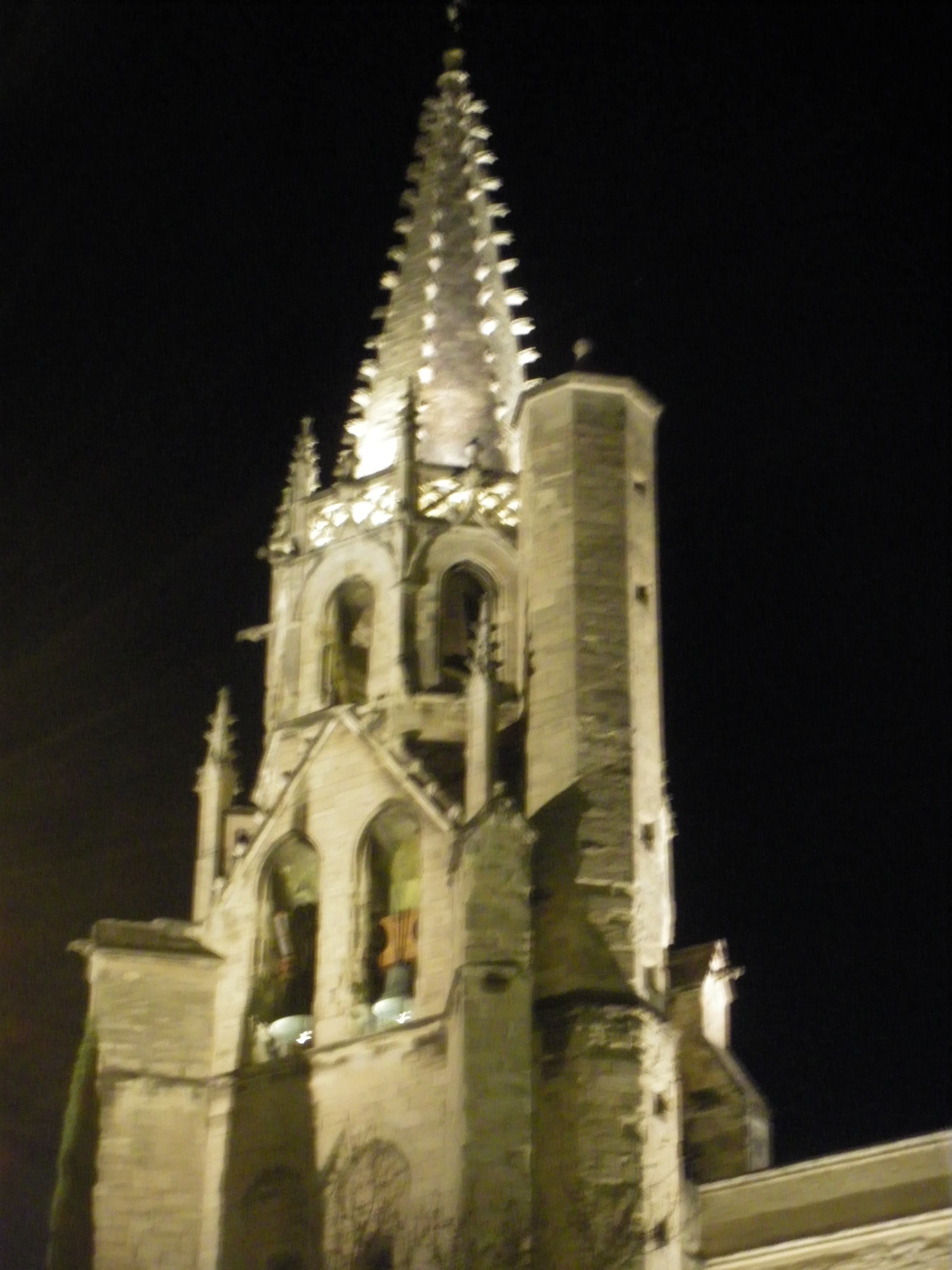
钟楼

教堂内部有圣心、圣伯多禄、路德圣母等6个小堂。